# Zollernia magnifica
Zollernia magnifica, também conhecido como murrinha-de-estípula ou murrinha-de-estípula, é uma espécie de planta do gênero Zollernia e da família Fabaceae. 
Ocorre no sul da Bahia e norte do Espírito Santo, em Floresta Pluvial Tropical Atlântica. Zollernia magnifica apresenta distribuição similar a Zollernia modesta, sendo ambas endêmicas do sul da Bahia e norte do Espírito Santo. Sua floração é de novembro a janeiro; coletada em fruto em março.

## Taxonomia
A espécie foi descrita em 1993 por André Maurício Vieira de Carvalho e Rupert Charles Barneby. 
Zollernia magnifica é a espécie mais característica do gênero. Apresenta folhas e estípulas similares em tamanho e formato com as de Zollernia glabra, porém a textura é mais grossa. Os racimos são sempre axilares, em contraste com os panículas terminais de Zollernia glabra. O botão floral é ovado com base arredondada e cálice coriáceo, dividindo-se em dois lobos (em todas as outras espécies de Zollernia, os botões florais são elíptico assimétricos ou oblongos, com cálice membranáceo ou cartáceo, dividindo-se formando um lobo espatáceo). 

## Forma de vida
É uma espécie terrícola e arbórea. 

## Descrição
Árvore com 25 metros de altura. 
| Caule          | Caule |
| -------------- | --- |
| tronco         | liso a fissurado                                                                                                  |
| Folha          | |
| folha          | simples/alterna/elíptica a oblonga/coriácea/nervação broquidódroma/base cuneada/ápice pouco acuminado a retuso    |
| estípula       | glabra |
| pecíolo        | canaliculado/glabro                                                                                               |
| Inflorescência | |
| racemosa       | axilar/solitária/10 a 25 flor                                                                                     |
| bráctea        | amplamente ovada/puberulento tomentosa externamente                                                               |
| bractéola      | ovada/puberulento tomentosa/inserida na base da flor                                                              |
| pedicelo       | fulvo puberulento tomentoso                                                                                       |
| botão-floral   | ovoide assimétrico/ápice acuminado puberulento tomentoso                                                          |
| Flor           | |
| flor           | zigomorfa/hipanto ausente                                                                                         |
| cálice         | bilobado/lobo reflexo/fortemente coriáceo/glabro na face interna da base/seríceo no ápice                         |
| pétala         | rosa/desigual/asa levemente maior e quilha levemente menor                                                        |
| estame         | 10 |
| filete         | glabro |
| antera         | subulado lanceolada/glabra a pilosa                                                                               |
| gineceu        | castanho velutina velutino                                                                                        |
| ovário         | séssil a estipitado/castanho velutino/6 a 12 óvulo/estilete reto glabro ou glabrescente/estigma pontilhado glabro |
| Fruto          | |
| drupa          | oblongo |
| Semente        | |
| semente        | 4 a 7 |

## Conservação
A espécie faz parte da Lista Vermelha das espécies ameaçadas do estado do Espírito Santo, no sudeste do Brasil. A lista foi publicada em 13 de junho de 2005 por intermédio do decreto estadual nº 1.499-R. 

## Distribuição
A espécie é encontrada nos estados brasileiros de Bahia e Espírito Santo. 
Em termos ecológicos, é encontrada no domínio fitogeográfico de Mata Atlântica, em regiões com vegetação de floresta estacional semidecidual e floresta ombrófila pluvial.